# Nitranská župa (1918–1922)
Nitranská župa (slovensky Nitrianska župa) byla jedna ze žup, jednotek územní správy na Slovensku v rámci prvorepublikového Československa. Byla vytvořena při vzniku Československa z uherské Nitranské župy. Existovala v letech 1918–1922, měla rozlohu 5 527 km² a jejím správním centrem byla Nitra.

## Historický vývoj
Po vyhlášení Martinské deklarace dne 30. října 1918, kterou se Slovensko vydělilo z Uherska a přičlenilo k nově vzniklému Československu, zůstalo slovenské území dočasně rozdělené na administrativní celky vytvořené Uherskem. Jedním z těchto celků byla Nitranská župa, která vznikla z původní uherské Nitranské župy. V čele župy stál vládou jmenovaný župan, který disponoval všemi pravomocemi, zatímco samosprávná funkce župy byla potlačena.
Sídlo župy se nacházelo v Nitře.
Nitranská župa existovala do 31. prosince 1922. K 1. lednu 1923 bylo na Slovensku vytvořeno nové župní zřízení, které bylo původně plánované pro celé Československo, nicméně realizováno bylo pouze právě na Slovensku.

## Geografie
Nitranská župa se nacházela na západním Slovensku, v okolí řek Váhu a Nitry. Na severu hraničila s Trenčínskou župou, na severovýchodě s Turčanskou župou, na východě s Tekovskou župou, na jihu s Komárenskou župou a na jihozápadě s Bratislavskou župou. Na severozápadě sousedila s Moravou.

## Administrativní členění
V roce 1919 se Nitranská župa členila na dvanáct slúžňovských okresů (Hlohovec, Myjava, Nitra, Nové Mesto nad Váhom, Nové Zámky, Piešťany, Prievidza, Senica, Skalický, Šaľa nad Váhom, Topoľčany a Žabokreky) a tři města se zřízeným magistrátem (Nitra, Uhorská Skalica a Nové Zámky), která byla na úrovni okresů.